# Velanne (Isère)
 Velanne  es una población y comuna francesa, en la región de Ródano-Alpes, departamento de Isère, en el distrito de La Tour-du-Pin y cantón de Saint-Geoire-en-Valdaine.

## Demografía
| 314 | 270 | 244 | 287 | 383 | 414 |
| Para los censos de 1962 a 1999 la población legal corresponde a la población sin duplicidades (Fuente: INSEE [Consultar]) |     |     |     |     |     |